# Miltochrista ibarrae
Miltochrista ibarrae är en fjärilsart som beskrevs av Diesney 1909. Miltochrista ibarrae ingår i släktet Miltochrista och familjen björnspinnare. Inga underarter finns listade i Catalogue of Life.